# Ferrocarril en Brasil

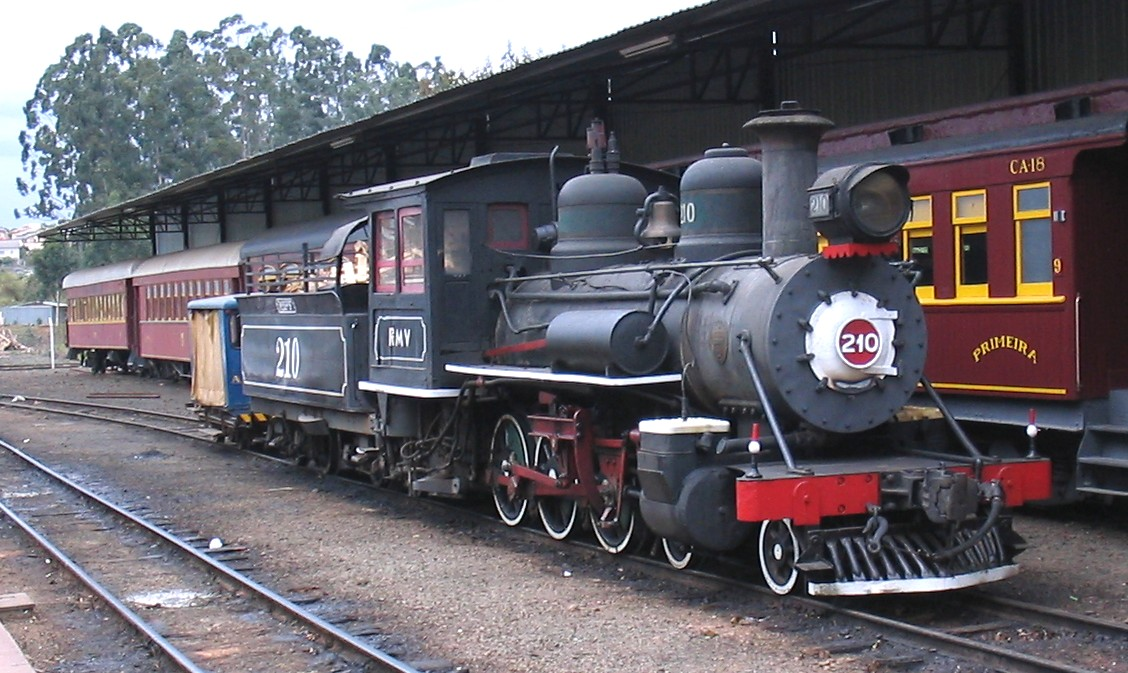
Tren turístico en Campinas.

Red ferroviaria en Brasil. Los colores indican los diferentes operadores ferroviarios.

El transporte ferroviario en Brasil comenzó en el siglo XIX y hubo muchas empresas ferroviarias. Los ferrocarriles fueron nacionalizados bajo RFFSA (Rede Ferroviária Federal, Sociedade Anônima) en 1950. Entre 1999 y 2007, RFFSA se dividió y los servicios son operados por una variedad de operadores privados y públicos, incluidos América Latina Logística, Companhia Paulista de Trens Metropolitanos y SuperVia.

## Ancho de vía
El sistema ferroviario en Brasil opera en cuatro ancho de vías distintos, aunque en el pasado tuviera una mayor cantidad:
- Ancho irlandés (1600 mm): 4057 km.
- Ancho métrico (1000 mm): 23 489 km.
- Ancho mixto (1000 mm/1600 mm): 336 km (aproximadamente, al año 1999).
- Ancho estándar (1435 mm): 202,4 km.
  - La Línea 5 del Metro de São Paulo: de modo que puede utilizar equipamiento en el inventario de los principales fabricantes del mundo.
  - Estrada de Ferro do Amapá: en el centro de la Región Amazónica también se utiliza ancho de vía estándar.
- Total: 27 882 km (1122 km electrificados). NOTA: se excluyen los servicios urbanos de pasajeros.

Una sección de 12 km de la antigua trocha de 762 mm de la Estrada de Ferro Oeste de Minas se mantiene como un patrimonio ferroviario.

## Metros

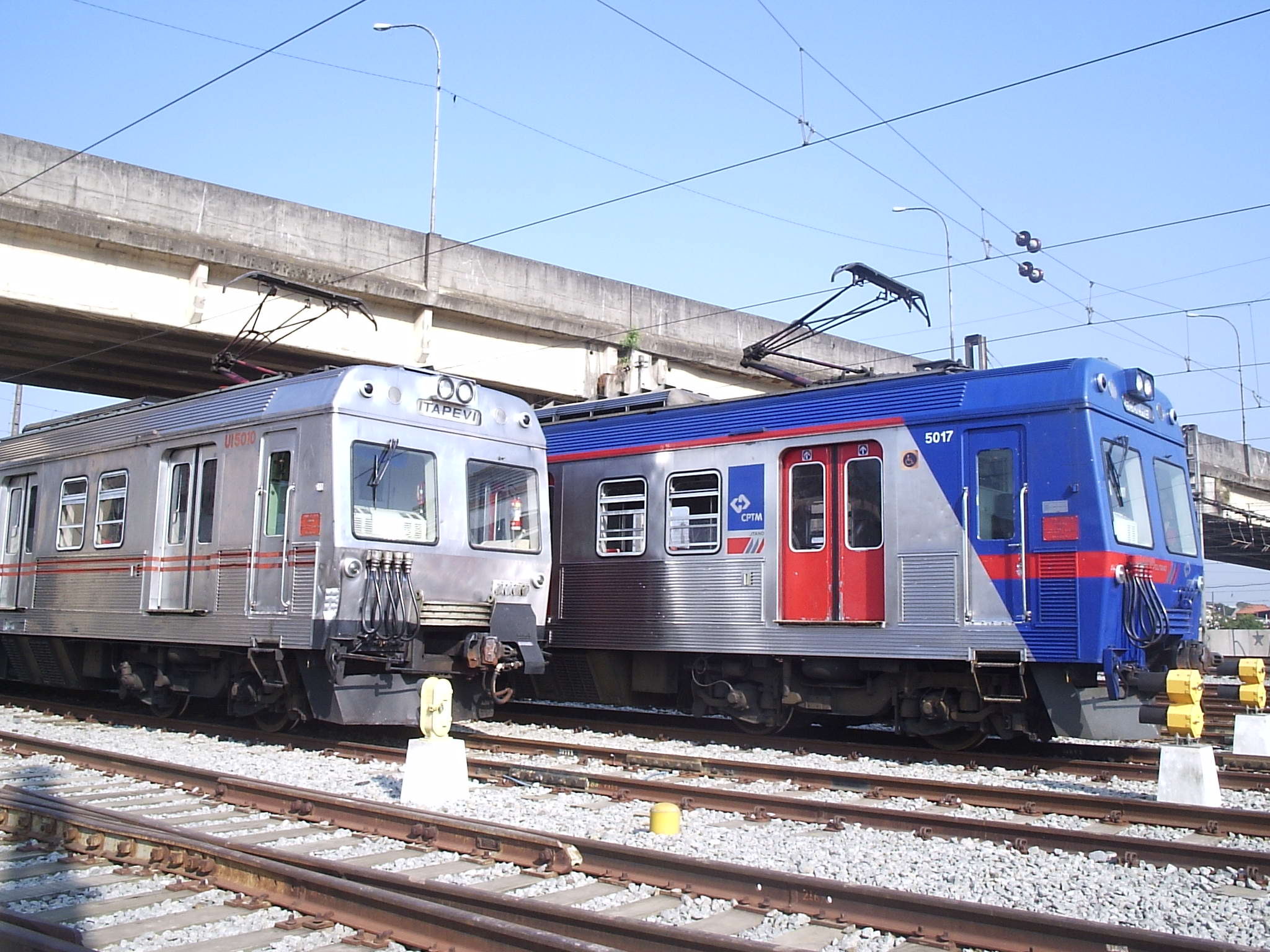
Sistema ferroviario regional en São Paulo.

Metros operando, en construcción, o planeados:
- Metro de Belo Horizonte
- Metro de Brasilia
- Metro de Curitiba (en etapa de planificación)
- Metro de Fortaleza
- Metro de Goiânia (en etapa de planificación)
- Metro de Porto Alegre
- Metro de Recife
- Metro de Río de Janeiro
- Metro de Salvador
- Metro de São Paulo
- Metro de Teresina
- Metro de Florianopolis(en etapa de planificación)

## Trenes de larga distancia
- Estrada de Ferro Vitória a Minas (EFVM)
- Estrada de Ferro Carajás (EFC)

## Trenes de cercanías
- Companhia Paulista de Trens Metropolitanos (CPTM) - opera en San Pablo.
- Supervia - Río de Janeiro Privado - opera en Río de Janeiro.
- CENTRAL - opera en Río de Janeiro.
- Companhia Estadual de Engenharia de Transportes e Logística - opera en Río de Janeiro. Estatal
- Companhia Brasileira de Trens Urbanos (CBTU) - opera trenes en las ciudades de Belo Horizonte, Maceió, Recife, João Pessoa e Natal.
- TRENSURB - opera en Porto Alegre.
- METROFOR - opera en Fortaleza.
- CTS - opera en Salvador.
- METROREC - opera en Recife.

## Trenes ligeros (Tranvías)
- VLT de Cariri//Ceara - VLT en funcionamiento
- VLT de Maceió/Alagoas - VLT en funcionamiento
- VLT de Recife/Pernambuco - VLT en pruebas
- VLT de Fortaleza//Ceara - VLT en pruebas
- VLT de São Paulo/São Paulo - VLT en construcción
- VLT de Río de Janeiro/Río de Janeiro - VLT en construcción
- VLT de Macaé/RJ - VLT en construcción
- VLT de Nova Friburgo/RJ - VLT en etapa de planificación
- VLT do ABC paulista/São Bernardo do Campo/SP - VLT en etapa de planificación
- VLT de Brasília/DF - VLT en etapa de planificación
- VLT de Santos/São Paulo - VLT en etapa de planificación
- VLT de Vitoria/Espirito Santo - VLT en etapa de planificación
- VLT de Goiania/Goias - VLT en estudio
- VLT de Natal/Rio Grande do Norte - VLT en estudio
- VLT de São Jose dos Campos/São Paulo - VLT en estudios

## Tranvías antiguos
- Campinas – Tranvía histórico[1]
- Campos do Jordao – Tranvía interurbano[2]
- Itatinga – Tranvía privado[3]
- Río de Janeiro – Tranvía histórico de Santa Teresa[4]
- Santos – Tranvía histórico[5]
- Belém – Tranvía histórico[6]

## Monorrieles
- Poços de Caldas/MG - Monorriel  en funcionamiento
- Línea 17 del Metro de São Paulo - en construcción
- Monorriel de Porto Alegre - en construcción
- Línea 16 del Metro de São Paulo - en estudio
- São Paulo, Vila Olimpia - en estudios
- Manaus/AM -  en etapa de planificación
- Río de Janeiro - en etapa de planificación

## Trenes de turismo y culturales
- Estrada de Ferro Campos do Jordão
- Bondes Monte Serrat
- Estrada de Ferro Oeste de Minas (FCA)
- Funicular de Paranapiacaba
- Serra Verde Express
- Trem da Serra do Mar (ABPF)
- Trem da Serra da Mantiqueira (ABPF)
- Trem da Vale (FCA)
- Trem das Águas (ABPF)
- Trem das Termas (ABPF)
- Trem do Contestado (ABPF)
- Trem do Corcovado
- Trem do Forró
- Trem do Vinho
- Trem Estrada Real (Prefeitura Municipal de Paraíba do Sul-RJ)
- Viação Férrea Campinas-Jaguariúna (ABPF)
- Viação Férrea do Memorial do Imigrante (ABPF)
- Expresso Turístico (ABPF)/(CPTM)
- Transbaião

## Tranvías

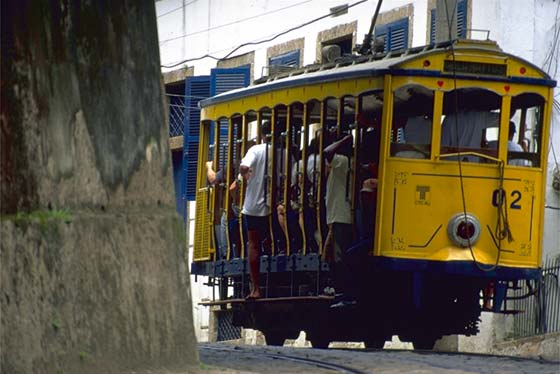
Tranvía de Sta. Teresa en Río de Janeiro (“Bondinho de Santa Teresa”).

Los tranvías a vapor, a caballo y eléctricos operaron en Brasil desde 1859 hasta 1989, los nuevos sistemas se introdujeron en la década de 1980 y 90 en Río de Janeiro y Campinas sin éxito, sin embargo, eso puede cambiar pronto como se están construyendo y realizando estudios para introducir sistemas de tranvías en muchas ciudades Brasileñas como Goiânia,.

## Historia
Brasil es el quinto país más grande del mundo y había un centenar de sistemas de tranvía, casi como la de otros países de América Latina juntos. Había uno de primeros tranvías del mundo: un sistema de 1859 en Río de Janeiro es anterior a los experimentos de tren de la calle en todos los países europeos excepto Francia. Los tranvías aún operan en Río de Janeiro de hoy, más de 130 años más tarde. Brasil tiene una de las de vapor de primera potencia ferrocarriles de la calle y había primera locomotora de vapor en el mundo diseñado específicamente para trabajar en la calle. Tuvo uno de los primeros tranvías eléctricos del mundo, Río de Janeiro había tranvías eléctricos antes de Londres, París, Roma, Madrid, Lisboa y cualquier otra ciudad en América Latina. Niterói, Brasil, puede haber sido el primer lugar donde los tranvías fueron correctamente alimentados por baterías de almacenamiento. Brasil tuvo la mayor colección de tranvías de América construido fuera de los Estados Unidos, y tuvo la más grande de propiedad extranjera del mundo el imperio de tranvías.
Cinco tranvías (llamados heritage) siguen funcionando en 1989, el de Santa Teresa y la línea del Corcovado en Río de Janeiro, la línea Campos do Jordão cerca de São Paulo, cerca de la línea de Itatinga Bertioga, y el tranvía turístico en Campinas. Una sexta línea, el tranvía Tirirical cerca de São Luís, dejó de funcionar en 1983, pero puede ser reactivado.

## Futuros desarrollos

### Tren de Alta Velocidad
En septiembre de 2008, el Ministerio de Transporte de Brasil anunció un proyecto de tren de alta velocidad para la conexión de la Copa Mundial desde São Paulo, Río de Janeiro y Campinas. Esto costaría 15 mil millones de dólares.

### Enlaces internacionales
El 23 de agosto de 2008, se firmó un acuerdo entre Argentina, Brasil y Venezuela para desarrollar una red ferroviaria eléctrica de larga distancia entre estos países. Un inconveniente para el proyecto son las diferentes frecuencias utilizadas (50 Hz y 60 Hz) en el Sistema de electrificación ferroviaria, así como los diferentes anchos de vía, en los tres países.[cita requerida]

### Nueva línea de transporte de mercancías
Una nueva línea de vía métrica de Maracaju vía Cascavel hasta Paranaguá está propuesto para los productos agrícolas.

## Conexiones ferroviarias con países limítrofes
| - Uruguay - si - cambio de ancho 1000 mm (3' 32/5") (Brasil) /1435 mm (4' 81/2") (Uruguay) - Argentina - si - cambio de ancho 1000 mm (3' 32/5") (Brasil)/1435 mm (4' 81/2") (Argentina) - Paraguay - no - Bolivia - si - 1000 mm (3' 32/5") mismo ancho en ambos países |  | - Perú - no - Colombia - no - Venezuela - no - Guyana - no - Surinam - no - Guayana Francesa - no |

## Historia

### Compañías ferroviarias
Compañías anteriores a 1957 - esta lista está incompleta
- Ferrocarril Central do Brasil, nacionalizada en 1957
- Ferrocarril Oeste de Minas, un tramo de este ferrocarril sigue operando como ferrocarril histórico.
- Ferrocarril Río d'Ouro[11]
- Ferrocarril Santos-Jundiaí, nacionalizada en 1957
- Ferrocarril Sorocabana[12]
- São Paulo Railway, nacionalizada en 1946, y renombrada como Ferrocarril Santos-Jundiaí en 1948

### Empresas del Estado
- RFFSA (Rede Ferroviária Federal, Sociedade Anônima). Creada en 1999. Fue disuelta entre 1999 y 2007.[cita requerida]

## Locomotoras

### Pasado
Click on images to enlarge.

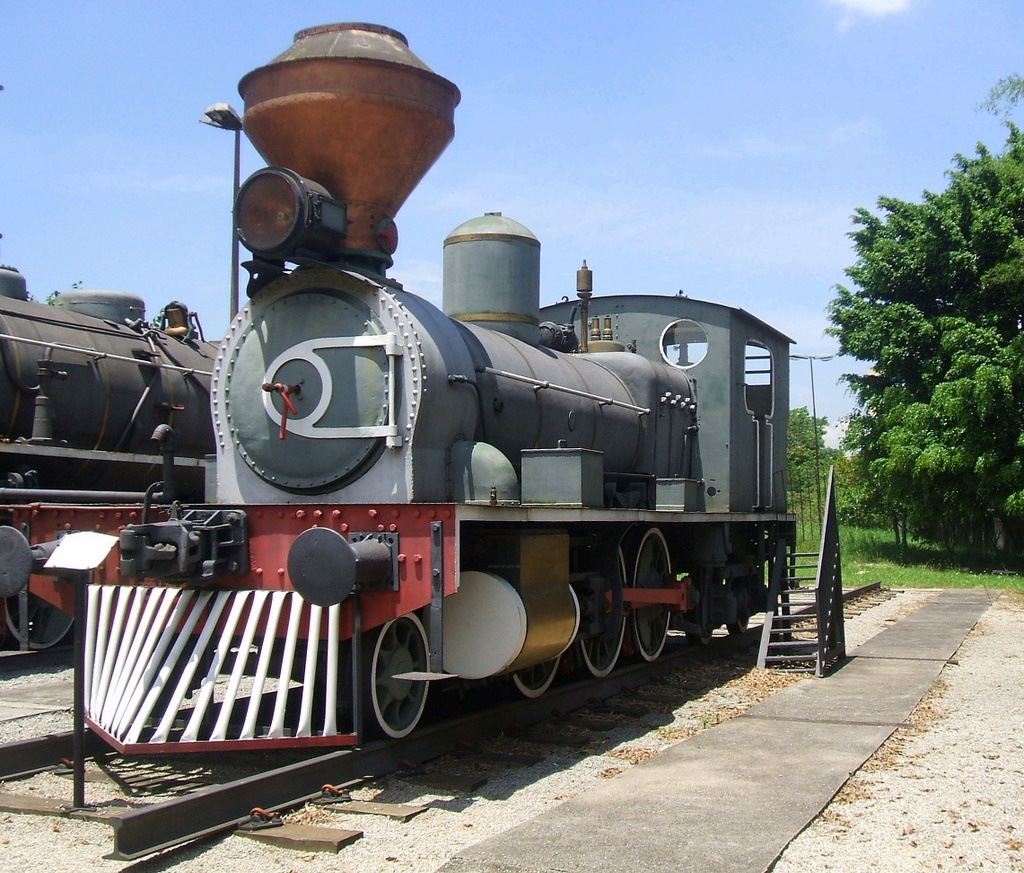
Steam locomotive made in England by Dübs and Company in 1888. Museu da Tecnologia de São Paulo collection. São Paulo, Brasil.
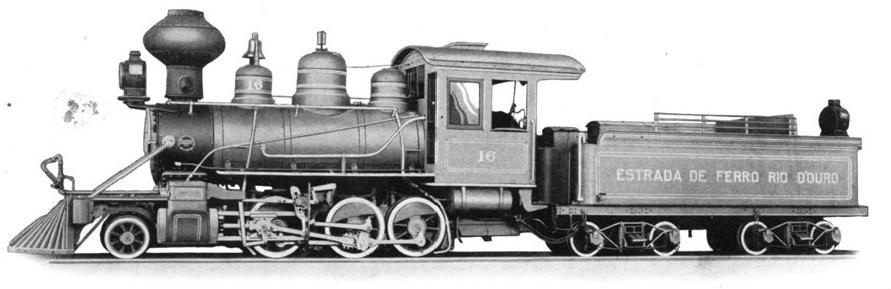
Locomotive No 16 of the E.F. Rio d'Ouro, made by Baldwin Locomotive Works, USA.
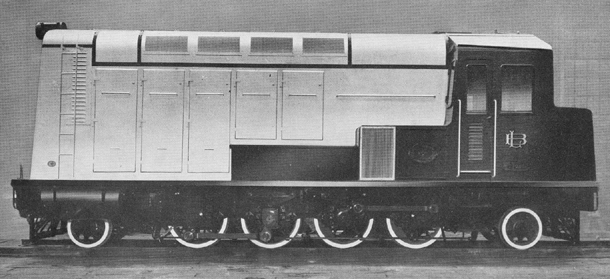
Diesel-electric locomotive supplied by English Electric for Eastern Brazilian Federal Railway in 1938. It was the first diesel locomotive used in Brazil.

### Presente
Click on images to enlarge.

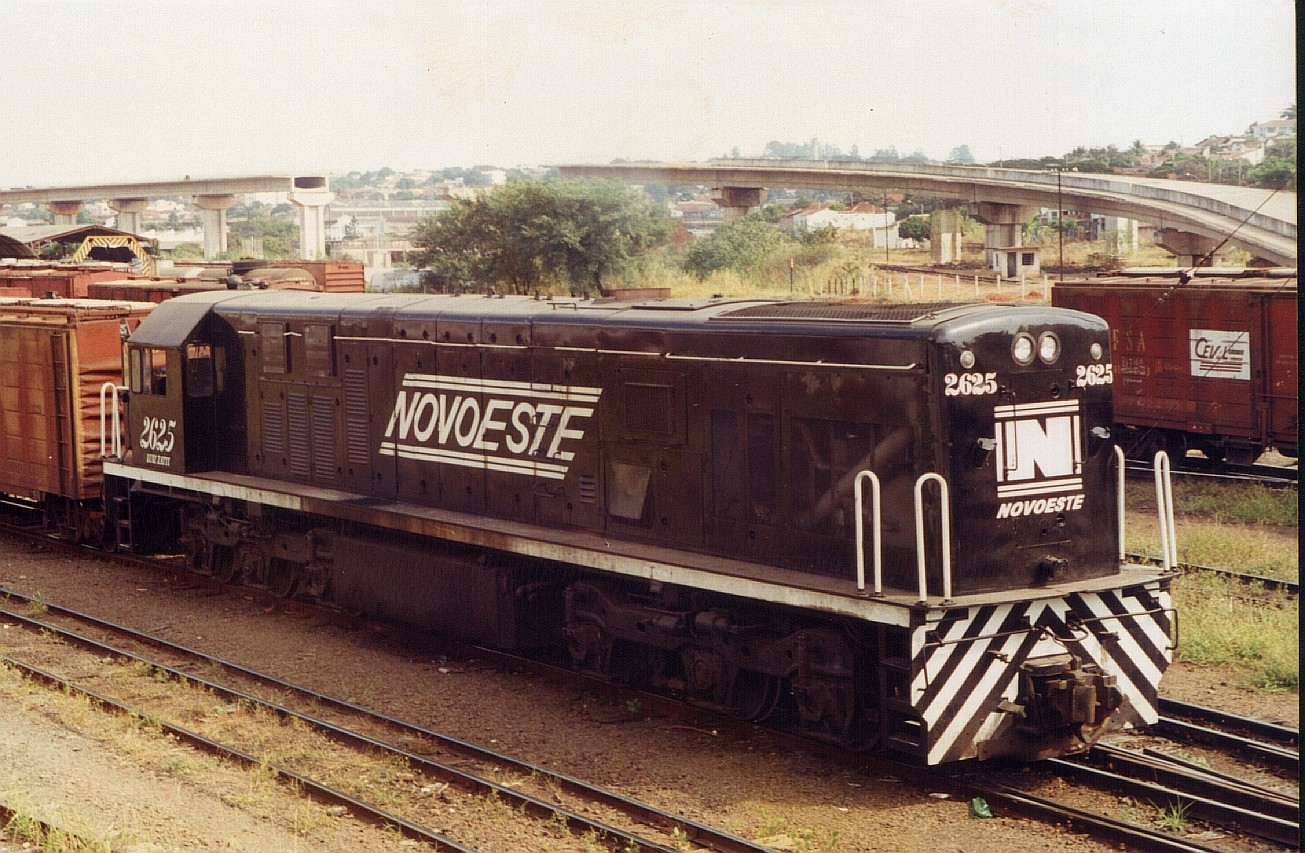
GE U20C NOVOESTE #2625
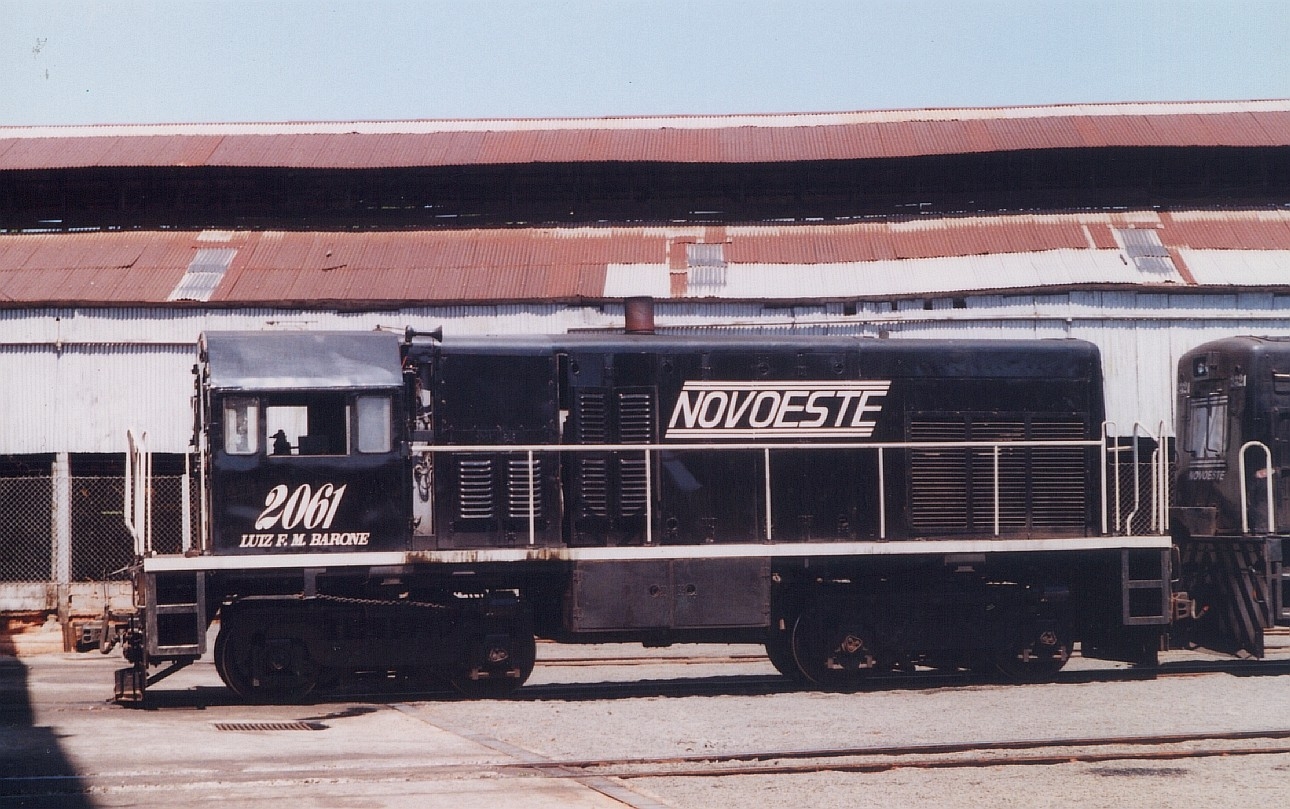
GE U5B NOVOESTE #2061 - «Luiz F. M. Barone»
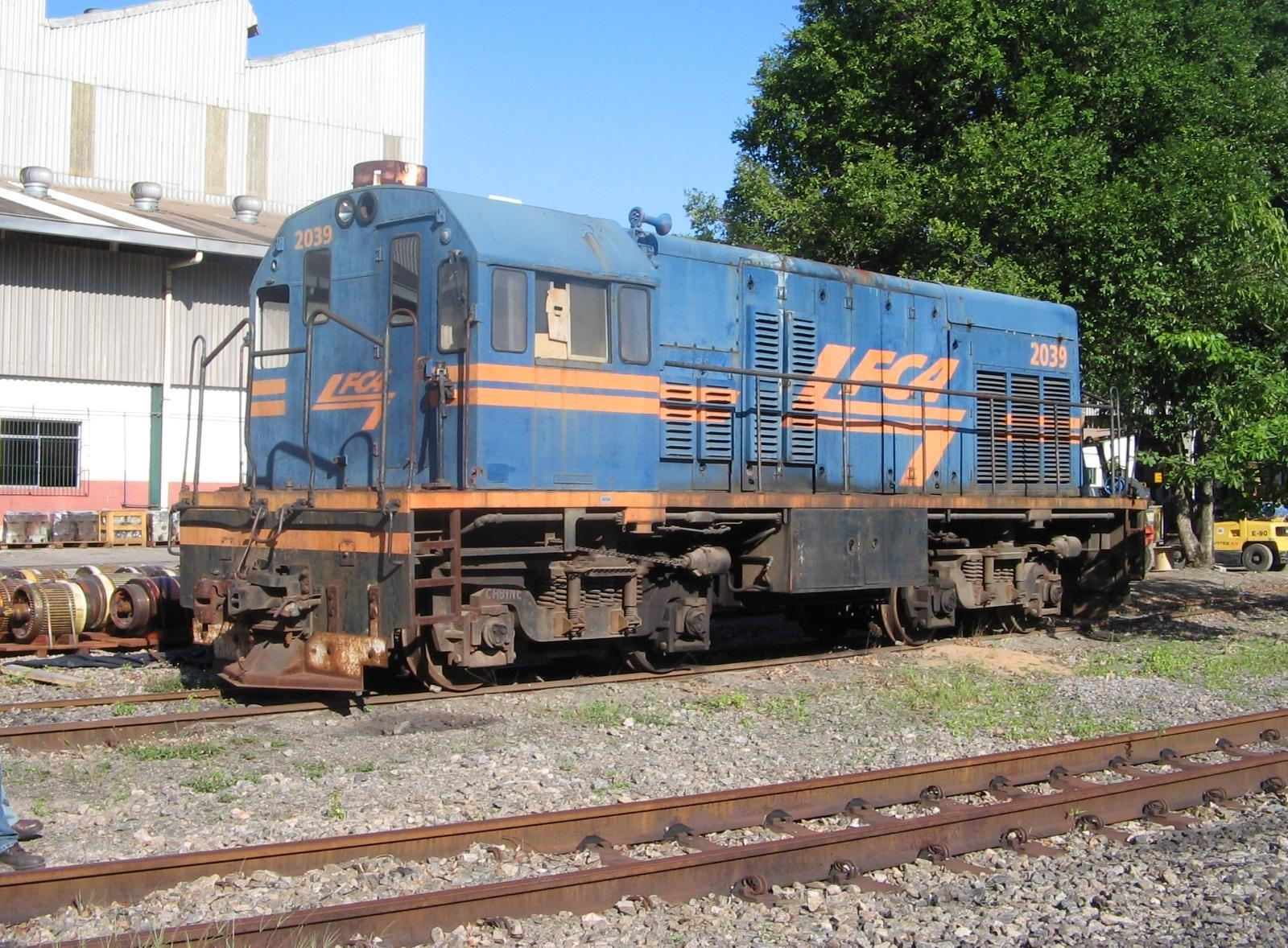
GE U5B FCA (Ferrovia Centro-Atlântica) #2039
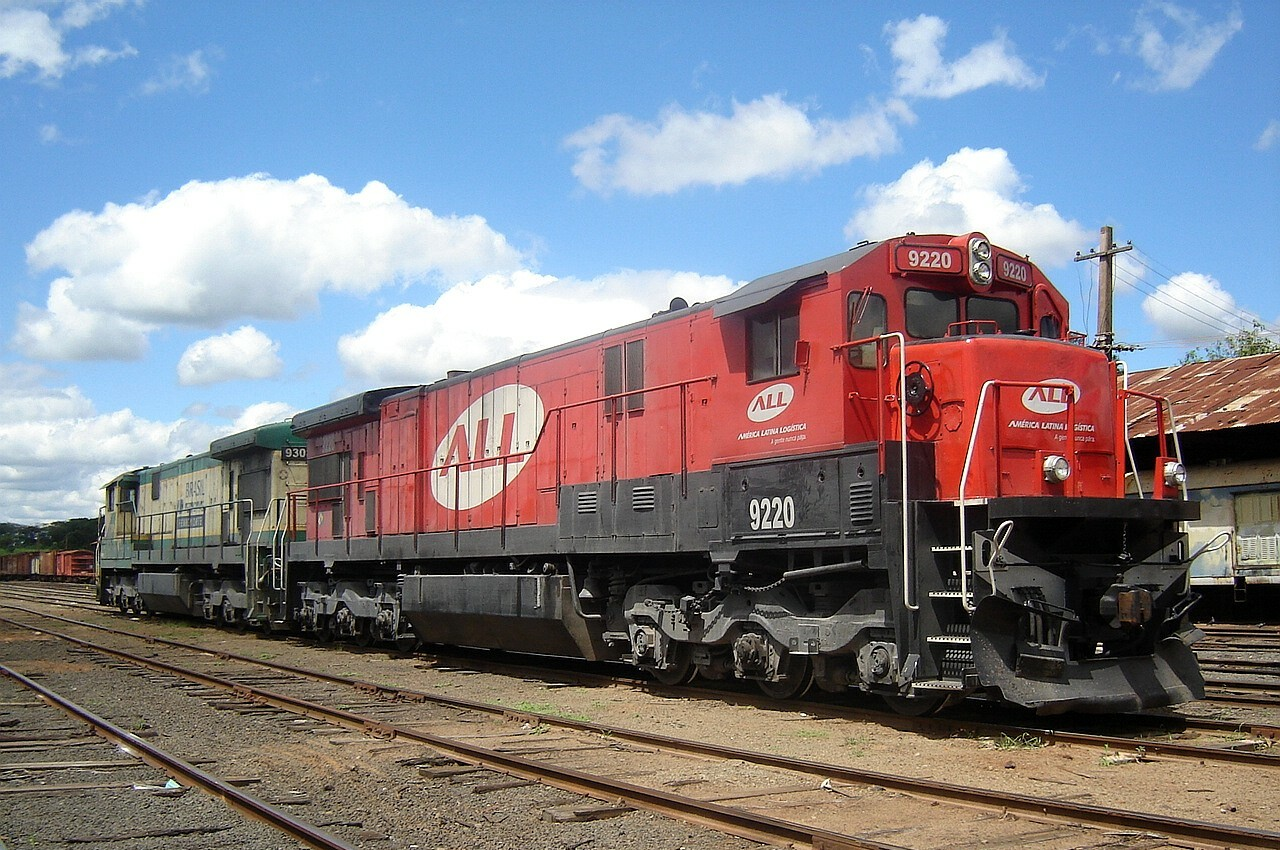
GE C30-7 #9220 of América Latina Logística
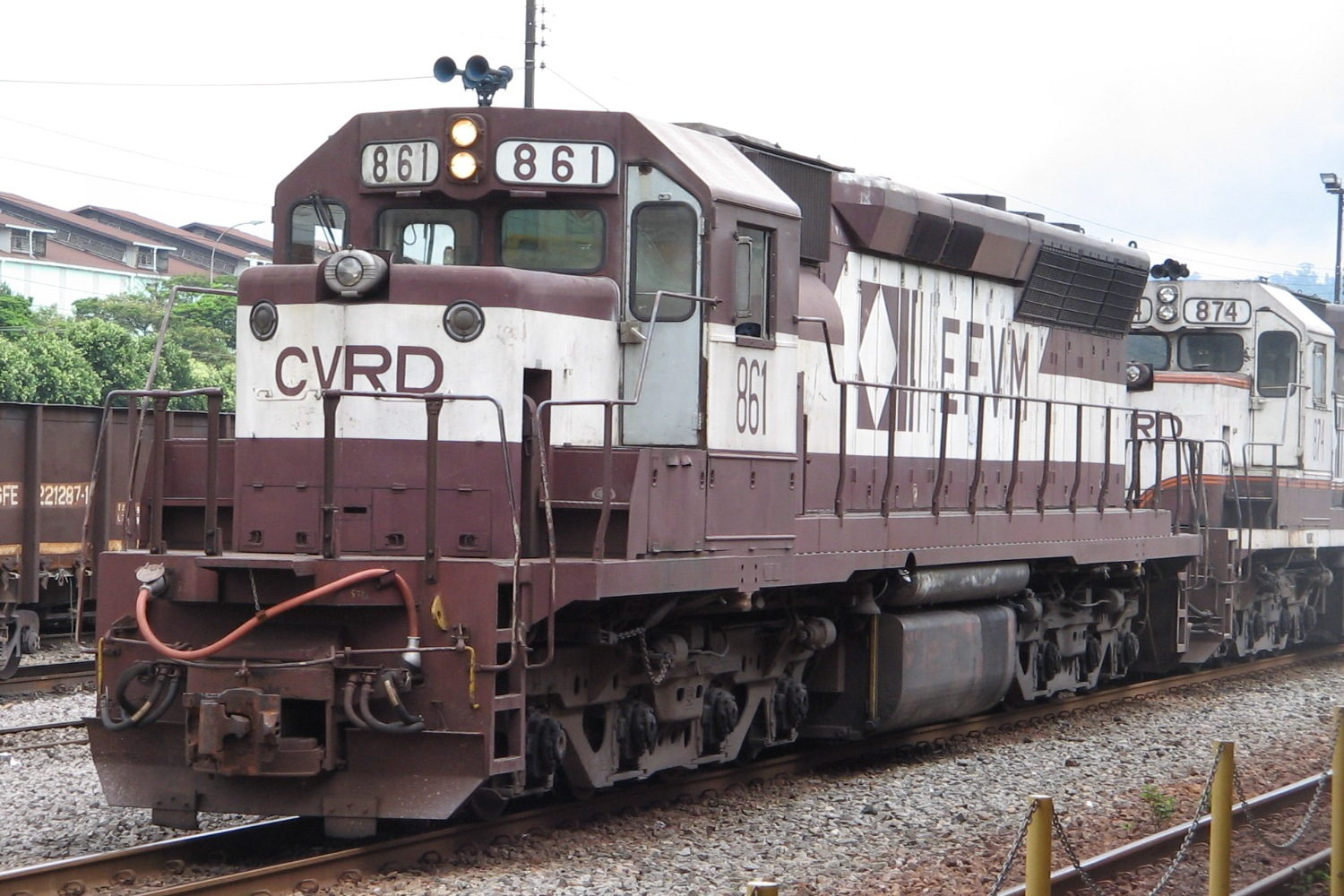
EMD DDM45 from Estarda de Ferro Vitória a Minas, of VALE.